# Lithostege duroata
Lithostege duroata là một loài bướm đêm trong họ Geometridae.